# Kerkai Jenő
Kerkai Jenő (Kerkaújfalu, 1904. november 9. – Pannonhalma, 1970. november 8.) jezsuita szerzetes, a KALOT (Katolikus Agrárifjúsági Legényegyletek Országos Testülete) létrehozója és fő szervezője
„Bizonyos, hogy a rabság, a félvakon szabadult ember megrokkanása és helytállása, az eljelentéktelenedés és holtig tartó titkosrendőri üldöztetés szintén az életművéhez tartozik. Éppen olyan tudatosan vállalta, mint előzőleg parasztmozgalma gondját-baját, küzdelmeit. … Amiért az egyetemes társadalomtörténet és a hazai krónikák majd számon tartják: a nyilvánosság előtt véghezvitt teljesítménye. Az eddig rendelkezésünkre álló értesülések szerint a XX. században a KALOT-hoz fogható méretű és dinamikájú parasztifjúsági-, de parasztmozgalom se létezett.„

## Családja, tanulmányai
Kerkai Jenő a ma már Csesztreg községhez tartozó Kerkaújfaluban született 1904-ben, Czinder Jenő néven. A harmincas években vette fel későbbi családnevét, szülőfaluja után. Édesapja, (id. Czinder Jenő), vízimolnár volt a Kerka patak mentén. Édesanyja Németh Irén. Kisgyermekkorától nagyszüleinél nevelkedett Zalaegerszegen, és ott járt a gimnáziumba is, ahol hittanára Pehm József káplán, a későbbi Mindszenty József bíboros volt.
Érettségi után papi pályára jelentkezett, az Innsbrucki Egyetemen kezdte meg teológiai tanulmányait. 1924 februárjában lépett be Jezsuita rendbe. A noviciátust az érdi rendházában töltötte. 1925-től három éven át filozófiát tanult Szegeden, majd 1928-tól a kalocsai Szent István Kollégiumban volt nevelőtanár (a jezsuitáknál szokásos elnevezés szerint: magiszter). 1931-től 1935-ig teológiát hallgatott az Innsbrucki Egyetem hittudományi karán, ahol teológiai és filozófiai doktorátust szerzett. 1934-ben szentelték pappá.

## Tevékenysége 1945-ig
Tanulmányai befejeztével a szegedi szemináriumban dogmatikát és kísérleti lélektant tanított.
Már fiatal korában, jezsuita növendékként is élénken foglalkoztatták a szociális kérdések. Olvasta a népi írók munkáit és nagy hatással volt rá két olyan pápai enciklika, melyek az keresztény szociális tanítást foglalták korszerű rendszerbe: XIII. Leó pápa Rerum Novarum-ja, és XI. Piusnak akkortájt (1931-ben) megjelent Quadragesimo anno körlevele. A külföldi ifjúsági mozgalmak közül különösen a belga iparos- és agrárifjúságának már akkor működő szervezetei, a JOC (Jeunesse ouvrière chrétienne) voltak rá ösztönző hatással.
Felismerte, hogy Magyarországon nem elég tanulmányozni és leírni az elmaradott társadalmi viszonyokat, hanem tenni is kell valamit, és elsősorban a kiszolgáltatott parasztság helyzetén kell változtatni.
1935-ben Farkas Györggyel és Ugrin Józseffel indította el az agrárifjúsági szervezetet, a KALOT-ot a szegedi tanyavilágban. 1936-ban 417 fiatal fordult meg a képzésnek helyet adó szegedi jezsuita nyaralóban. 1938-ban már mintegy kilencezer. Hamarosan olyan gyors fejlődésnek indult a mozgalom, hogy a rendi vezetőség minden más feladat alól felmentette, és szervező munkatársként maga mellé vehette néhány évvel fiatalabb rendtársát, Nagy Töhötömöt, akivel már korábban, szerzetesnövendék korukban, együtt szőtték a keresztény szociális alapon megindítandó agrárifjúsági mozgalom terveit. Nagy Töhötöm helyettesítette Kerkait a mozgalom vezetésében, amikor Kerkai 1938/39-ben az utolsó rendi próbaévét (az úgynevezett harmadik probációt) a Manrézában, a rend zugligeti lelkigyakorlatos házában töltötte.
A negyvenes évek közepére a KALOT országos viszonylatban is a legjelentősebb szervezetté nőtte ki magát: már 20 népfőiskolája volt, több mint 3000 tagegyesülettel rendelkezett, 229 énekkart, 52 zenekart, 81 sportosztályt működtetett. Évenként több tízezer legény végzett népfőiskolai tanfolyamot. A tagegyesületek több mint félmillió parasztfiatalt fogtak össze.
Utolsó szerzetesi fogadalmát 1941-ben tette le.
Ugyanebben az évben besorozták tábori lelkésznek, a margitszigeti megcsonkultak kórházában teljesített szolgálatot. Katonalelkészi szolgálata alatt a rendházban levő szobáját zsidó üldözötteknek adta át, és ha a rendházban kellett megszállnia, a pincében aludt. A nyilas hatalomátvétel után hamarosan be is tiltották a KALOT működését, Kerkai Jenő ellen elfogatóparancsot adtak ki, ezért illegalitásba kellett vonulnia.

## A háború után, aRákosi-rendszerben
1945 késő őszén néhány munkatársával együtt, a frontvonalon átszökve Debrecenbe ment, hogy megszerezze az Ideiglenes Nemzeti Kormány engedélyét a KALOT további működéséhez. Ugyanezen célból, szintén a fronton átszökve, Nagy Töhötöm a Vörös Hadsereg vezetésével vette fel a kapcsolatot. E tárgyalások következtében újra megindulhatott a mozgalmi élet, és tartott 1946 júliusáig, amikor Rajk László belügyminiszter más katolikus egyesületekkel együtt betiltotta a legényegyleteket is.
Kerkai már 1944 őszétől részt vett a Keresztény Demokrata Néppárt (1945 áprilisától Demokrata Néppárt) megalakításában. A párt szervezője és egyik, háttérben munkálkodó szellemi vezetője maradt annak megszűnéséig.
1947-ben az időközben feloszlatott KALOT pótlására megkezdte a Szociális Központ kialakítását, majd az úgynevezett „Telepes pasztorációs” programot, végül a Falu Manréza-mozgalom megszervezését.
A Szociális Központ létrehozása egyúttal megfelelt annak a határozatnak, amit 1946-ban a Rómában tartott Általános Rendi Nagygyűlés hozott, miszerint minden rendtartománynak létre kell hoznia a maga „Centrum Sociale”-ját, azzal a feladattal, hogy megszervezze az adott tartományban a katolikus szociális elméleti képzést és irányítsa a katolikus szociális mozgalom gyakorlati munkáját. A hazai Szociális Központ szervezetének és munkáinak körvonalait maga Kerkai Jenő határozta meg Dr. Kovrig Béla közgazdász-szociológus egyetemi tanár segítségével. A központ minden olyan fontos bel- és külföldi könyvet beszerzett, ami e témába vágott. Mintegy száz napi- és hetilapra valamint folyóiratra fizettek elő (ezeknek mintegy 70%-a külföldi volt). A Szociális Központ rendszeres időszakos kiadványt adott ki Élet a betűk mögött címmel, amely a külföldi újságok, könyvek szemléiből állt, és külföldi rádiók híreiről is tájékoztatta az olvasókat.
A Falu Manréza mozgalom keretén belül egyházmegyei ingatlanokban szociális tartalmú lelkigyakorlatokat szerveztek.
Kerkai 1948-ban kétszer is járt illegálisan Rómában: egyszer Bánáss László veszprémi püspök, másodszor Czapik Gyula egri érsek római útját készítette elő. A Vatikánban őt is, akárcsak más alkalmakkor rendtársát, Nagy Töhötömöt, arra biztatták, próbálják Mindszenty bíborost és a püspöki kart rábeszélni, hogy kíséreljék meg egy, a keresztény elvek feladása nélküli együttélés, „modus vivendi” kialakítását a kormánnyal.
1948 szeptemberében a Kerkai Jenőt a kaposvári rendház házfőnökévé nevezték ki, ahol hozzáfogott egy nagy lelkipásztori és szociális megújítás kísérlet előkészítéséhez. Kerkai Jenő háború utáni tevékenységének betetőzése lett volna ez a „Somogyi kísérlet”, amelynek megvalósításában az akkori fiatal jezsuita rendtársak mellett többek között Kovrig Béla, Bálint Sándor, Bárdos Lajos professzorok is segítették a pátert. Az egyházi hierarchia részéréről főként Bánáss püspök, és Czapik érsek támogatták törekvéseit. Ez a jelentősnek ígérkező megújulási program 1949 végéig nagy lendülettel folytatódott, még a fő szervező, Kerkai letartóztatása után is. 1950-re azonban, az állam erőszakos beavatkozásának hatására, minden Kerkai páter által kezdeményezett mozgalom leállt.
1949 februárjában, néhány nappal Mindszenty bíboros elítélését követően tartóztatták le. A Kaposvárról Budapestre tartó ÁVH-s gépkocsi karambolozott. Az egyik ÁVH-s tiszt a baleset következtében meghalt, Kerkai Jenőt pedig súlyos koponya-sérüléssel, eszméletlen állapotban szállították a budapesti rabkórházba. 1949. augusztus 18-án zárt tárgyaláson 6 év fegyházbüntetésre ítélték. 1951-ben antiszemitizmus koholt vádjával további 4 évet kapott. Kezdetben a Kozma utcai Gyűjtőfogházban tartották fogva, majd az ország legszigorúbb fogházába, az ÁVH-sok által őrzött váci fogházba szállították át. Börtönévei alatt rendszeresen kínozták, megverték. A bántalmazások következtében 1954-ben idegösszeomlást és szívinfarktust kapott; fél szemére megvakult. Az 1956-os forradalom alatt kiszabadult. 1957 áprilisában felszólítást kapott, hogy vonuljon be újra a börtönbe és töltse le hátralévő büntetését. Barátai és rendtársai hiába próbálták rábeszélni az ország elhagyására, nem kívánt élni ezzel a tényleges lehetőséggel. A büntetéséből hátralévő időt Márianosztrán kellett letöltenie.

## Sorsa aKádár-rendszeréveiben
1959 szeptemberében szabadult véglegesen. Kezdetben Dunaharasztiban segédmunkásként dolgozott a Mahartnál, és albérletben lakott egy munkáscsaládnál. 1962-től két és fél évig az Egyházi Szeretetszolgálat püspökszentlászlói szociális otthonában lett segédkertész, favágó. Szobáját a volt istállóból alakították ki. Itt öltött végső formát egy inkfartus után, 1964. április 5-én "somogyi terve", "amelyet elküldött Kádár Jánosnak, az MSZMP első titkárának. A tervezet lényege abban állt, hogy együttélés helyett az együttműködés kísérletét kellene modellezni egy megyében, mégpedig a mezőgazdaság és az egészségügy területén."  Ezzel csak annyit ért el, hogy egy ellenőrizhetőbb helyre száműzzék.
1964. október 12-én így a pannonhalmi papi szociális otthon lakója lett. 1965 márciusában durva kihallgatásnak vetették alá az Állami Egyházügyi Hivatalban, ennek során ismét szívinfarktust kapott. Pannonhalmi évei alatt, míg egészsége engedte – ismerősei beszámolója szerint – több jelentős tanulmányt írt, főként a II. Vatikáni Zsinat határozataival kapcsolatban, ezek azonban valószínűleg eltűntek vagy megsemmisültek. 1968 szeptemberében egy újabb rosszullét következtében elvesztette beszélőképességét. Feltételezett diagnózis szerint vissza-visszatérő agyérgörcsök következtében agyállománya elhalóban volt. Később teljesen megvakult és lebénult. Hosszú betegségét követően 1970. november 8-án hunyt el, egy nappal a születésnapja előtt 66 éves korában. Pedig 65 éves volt valójában. Haláláról csak egy sor jelenhetett meg az Új Emberben.
Varga László jezsuita atya írta páter Kerkairól: „… Páratlan szervező tehetsége volt: alázatos, megnyerő modorú, céltudatos és gondosan tervező, szerény és nem hangoskodó, nem önmagát kereste, csak a nemzet napszámosa akart lenni… Vezérkedés nélkül tudott vezetni, magát nem kímélte, csak az ügyet szolgálta…”

## Elismerései
2003-ban Magyar Örökség díjat kapott posztumusz a magyar népfőiskolai mozgalomban folytatott tevékenységéért.